# دین کروس
دین کروس (انگلیسی: Dane Cross؛ زاده ۳ اکتبر ۱۹۸۳) یک بازیگر پورنوگرافی اهل ایالات متحده آمریکا است. 